# Nordpolen

Arktis, med nordpolen i mitten.

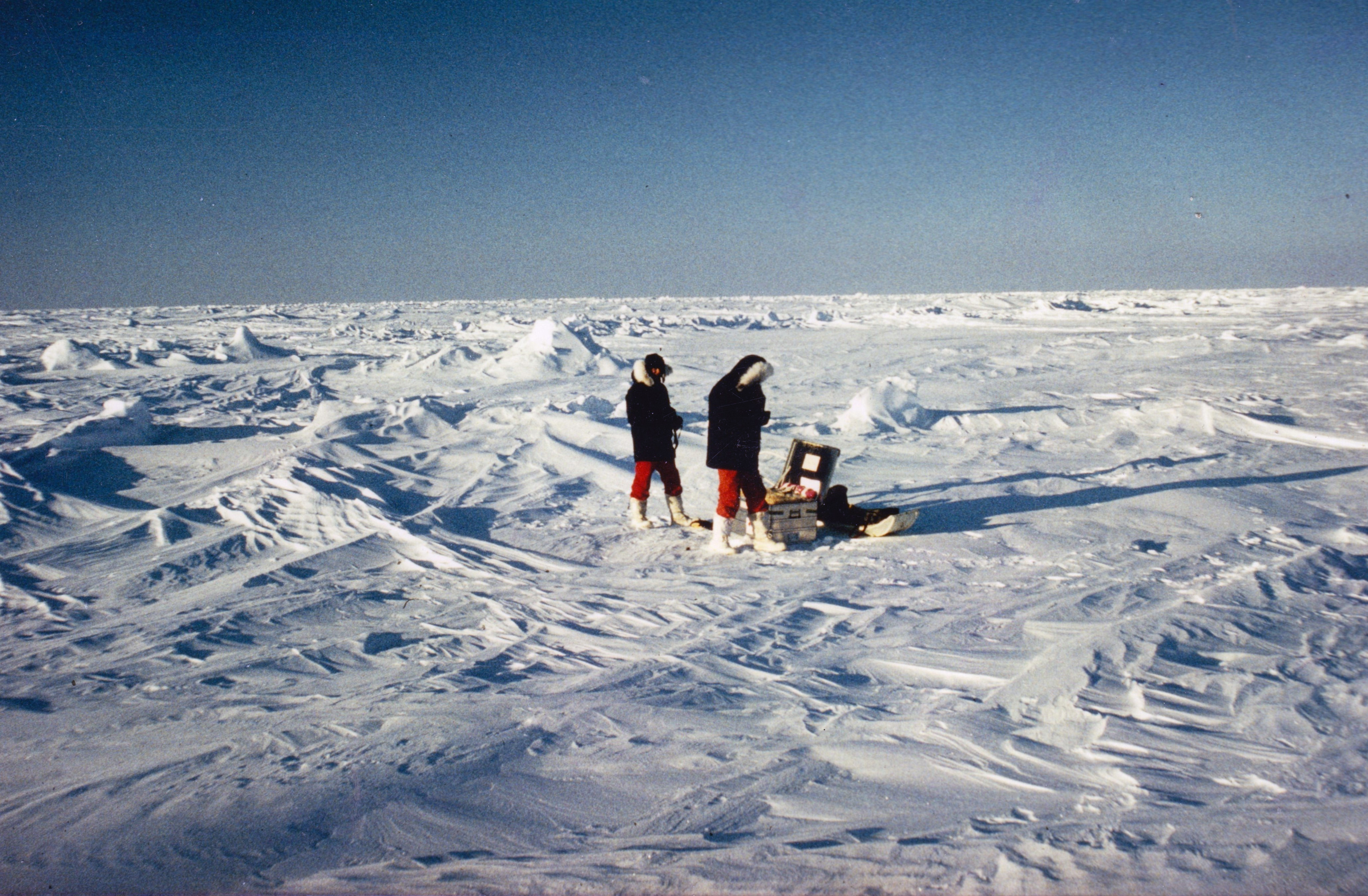
Mätning av istäcken på packisen vid den geografiska nordpolen. Isen är 2,5 meter tjock. 19 april 1990.

Nordpolen, eller den geografiska nordpolen, är den nordligaste punkten på jorden. Denna punkt ligger på 90° nordlig bredd, på den punkt på norra halvklotet där jordens rotationsaxel skär jordytan. Till skillnad från Sydpolen som ligger på en kontinental landmassa, är Nordpolen belägen mitt i Norra ishavet i en region som är nästan permanent täckt av ständigt skiftande havsis. Havsområdet runt nordpolen och de kringliggande landmassorna kallas Arktis.

## Geografi
Den geografiska nordpolen sammanfaller inte med den magnetiska nordpolen, som för närvarande ligger i arktiska Kanada. Nordpolen befinner sig i ett ständigt istäckt havsbäcken, och djupet på platsen har uppmätts till 4 079 meter. Från 21 mars till 23 september råder midnattssol. Efter en 32 timmar lång solnedgång följer polarnatten. Den inleds med en skymning som varar i 6 veckor, därefter följer 3 månaders totalt mörker, och till sist kommer en 6 veckor lång gryning innan solen åter går upp. Även soluppgången tar 32 timmar.
Polstjärnan står alltid i zenit över nordpolen. 
Närmaste permanenta land är ön Kaffeklubben utanför Grönlands nordkust, belägen 707,4 kilometer från den geografiska Nordpolen. Närmaste bebodda plats är Alert i Qikiqtaalukregionen, Kanada, som ligger 817 km från polen.

## Expeditioner
Den svenske ingenjören Andrée gjorde ett misslyckat försök att nå nordpolen år 1897 med luftballong. Expeditionens tre medlemmar omkom och var försvunna ända till år 1930 då deras kvarlevor hittades på Vitön.

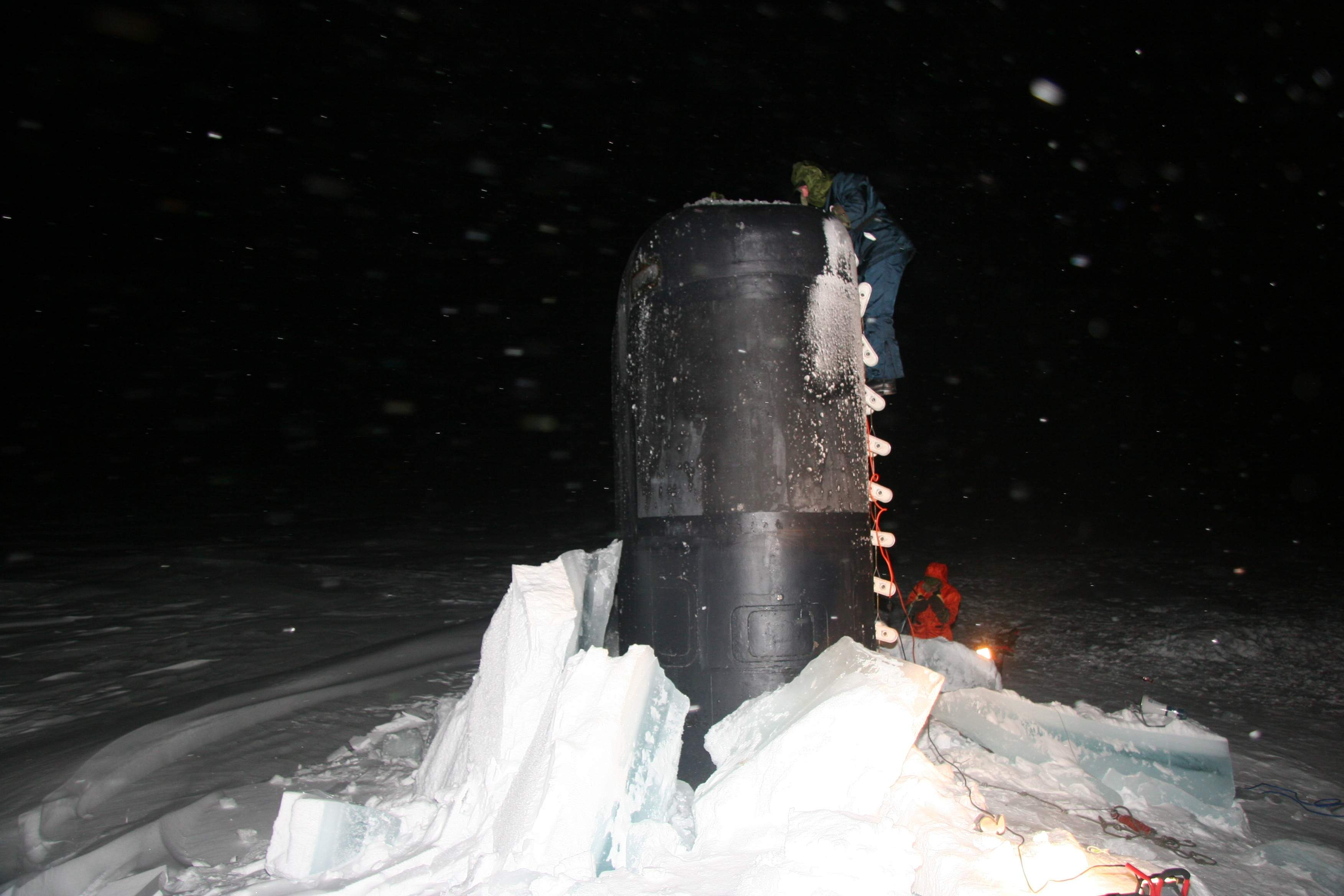
USS Charlotte vid nordpolen 2005.

De amerikanska forskarna Robert Edwin Peary och Matthew Henson anses ha nått nordpolen först. De var ledare respektive andreledare för en expedition som den 6 april 1909 enligt egna uppgifter kom fram till 90° nordlig bredd. Expeditionens vetenskapliga nedteckningar är fortfarande omstridda. Henson påstod i sin självbiografi att han var kort före Peary vid nordpolen där han lite senare träffade expeditionens ledare. Å andra sidan hävdade Frederick Cook att han redan den 21 april 1908 var vid nordpolen, men hans trovärdighet var låg på flera vetenskapliga institutioner efter det att hans påstådda bestigning av Denali (tidigare Mount McKinley) visat sig vara ett bedrägeri.
Helt säkert är att Umberto Nobile, Roald Amundsen och Lincoln Ellsworth 1926 flög med zeppelinaren Norge över nordpolen. Det råder inte heller något tvivel om att en grupp av sovjetiska forskare 1937 flög till nordpolen för att sedan påbörja en resa på isflak med hjälp av havsströmmarna. Den första vetenskapligt belagda expeditionen till fots mot nordpolen leddes 1969 av den skotske forskaren Sir Wally Herbert.
Den 3 augusti 1958 nådde USS Nautilus som det första fartyget till nordpolen. Det var en ubåt med kärnreaktor. Den sovjetiska isbrytaren Arktika var den 17 augusti 1977 det första fartyget som nådde nordpolen på havets yta. Även Arktika hade kärnreaktor. Den 7 september 1991 nådde den svenska isbrytaren Oden Nordpolen som första icke atomdrivna fartyg. Sedan dess har Oden varit vid Nordpolen vid ytterligare fem tillfällen, senast den 22 augusti 2009. 
Den 2 augusti 2007 blev ryssarna de första att besöka havsbotten vid Nordpolen och kunde placera den ryska flaggan exakt på polen. Expeditionens syfte var att visa att havsbottnen vid nordpolen utgjorde en naturlig fortsättning av den ryska kontinentalsockeln. Det skulle i sådana fall kunna ha havsrättsliga implikationer för Rysslands möjligheter att i framtiden utvinna olja eller gas i regionen. Expeditionen fick extra uppmärksamhet i Sverige dels eftersom en svensk finansman betalat för att följa med ombord, och dels för att några bilder från expeditionen som bland andra bildbyrån Pressens Bild distribuerade visade sig komma från inspelningen av filmen Titanic.

## Politisk tillhörighet
I motsats till Antarktis har landområdena i Arktis klar politisk tillhörighet och gränserna mellan kringliggande länder är oomstridda. Grönland tillhör Danmark; Svalbard, Jan Mayen och Bjørnøya tillhör Norge; Frans Josefs land tillhör Ryssland och Queen Elizabethöarna tillhör Kanada. Gällande havsområdena råder dock viss oenighet: med stöd av den så kallade sektorsprincipen gjorde Kanada 1925 anspråk på allt land och vatten beläget mellan 60°V och 141°V, ända upp till den geografiska nordpolen. Året därpå följde Sovjetunionen Kanadas exempel och kungjorde att alla landområden belägna mellan det sovjetiska fastlandet och nordpolen var deras territorium. Detta möttes av stora protester från Norge och gränsdragningen mellan länderna i Barents hav slogs inte fast förrän 2010.
Idag gör en rad länder anspråk på delar av Arktis: Danmark (Grönland), Kanada, Ryssland, Norge och USA (Alaska). Flera av länderna hävdar att man har rätt till områden i och med Lomonosovryggens utsträckning.

## Flora och fauna

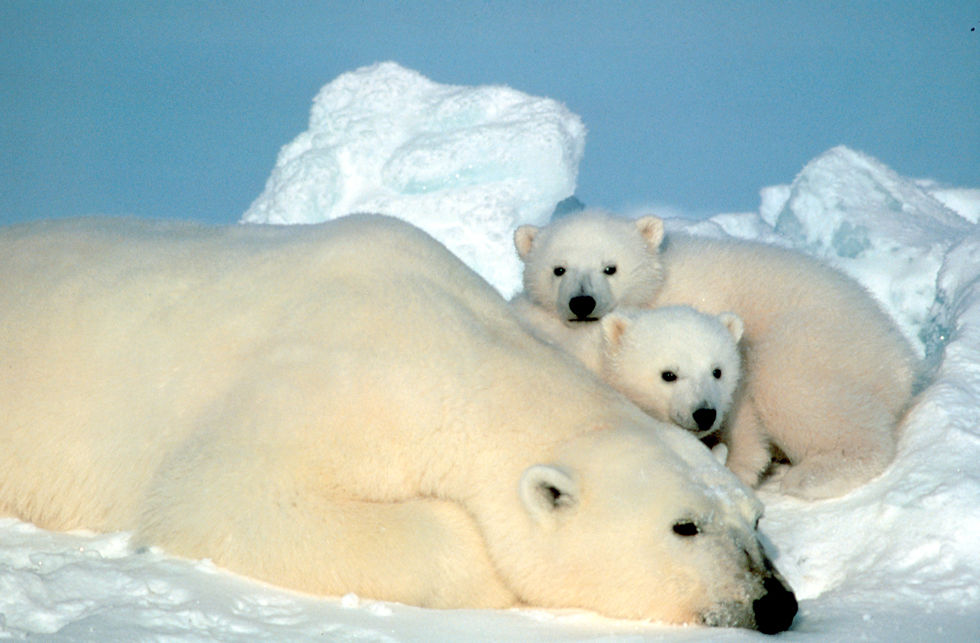
Isbjörnsfamilj

Isbjörnar förmodas sällan bege sig norr om 82° N på grund av brist på föda. Spår av isbjörn har ändå setts i närheten av nordpolen, och en expedition år 2006 rapporterade att de sett en isbjörn bara några kilometer från polen. Även vikaren har skådats vid polen, och fjällrävar har observerats på mindre än 60 km avstånd vid 89°40′ N.
Fåglar som observerats vid eller nära polen är bland annat snösparv, stormfågel och tretåig mås. Vissa fågelobservationer kan dock vara missvisande då fåglar har en tendens av att följa skepp och expeditioner.
Fisk har setts i vattnet kring nordpolen, men dessa är förmodligen få till antalet. En medlem av det ryska team som dök ned till havsbottnen vid polen uppger att det där helt saknades djurliv. Emellertid ligger botten på rätt stort djup.

## Tidszon
Eftersom det inte finns någon permanent mänsklig närvaro på Nordpolen har den inte placerats i någon tidszon, och solen går inte upp eller ner under ett dygn utan roterar bara på himlen (eller under horisonten) så klockslag och ljusförhållanden korrelerar inte. Polarexpeditioner kan använda den tidszon som passar, till exempel GMT eller tidszonen för det land de startade från. Nordpolen ligger till havs och det finns en indelning av havet i tidszoner, men dessa strålar samman vid Nordpolen, så att det inte finns någon definierad tidszon.

### Fotnoter
1. ↑  Head, Ivan L. (1963). ”Canadian Claims to Territorial Sovereignty in the Arctic Regions” (på engelska). McGill Law Journal 9 (3):  sid. 207. https://lawjournal.mcgill.ca/wp-content/uploads/pdf/131472-head.pdf. Läst 2 augusti 2024.
2. ↑  Henriksen, Tore. ”Sektorprinsippet” (på norska). Store norske leksikons nätupplaga. https://snl.no/sektorprinsippet. Läst 2 augusti 2024.
3. ↑  ”Ryssland gör anspråk på Nordpolen”. SVT Nyheter. 4 augusti 2015. https://www.svt.se/nyheter/utrikes/ryssland-gor-ansprak-pa-nordpolen. Läst 15 oktober 2018.
4. ↑  SvD. ”Nytt ryskt anspråk på Nordpolen | SvD”. SvD.se. https://www.svd.se/nytt-ryskt-ansprak-pa-nordpolen. Läst 15 oktober 2018.
5. ↑  ”Är Ryssland ett hot i Arktis?”. www.utrikesmagasinet.se. https://www.utrikesmagasinet.se/analyser/2016/november/ar-ryssland-ett-hot-i-arktis/. Läst 15 oktober 2018.
6. ↑  Polar Bear - Population & Distribution, WWF, januari 2007
7. ↑  Explorers' Blog Arkiverad 13 oktober 2007 hämtat från the Wayback Machine., Greenpeace projektet Thin Ice, 1 juli 2006
8. ↑  Ringed seal makes its home on the ice Arkiverad 29 september 2007 hämtat från the Wayback Machine., Antti Halkka
9. ↑  The Arctic Fox Arkiverad 12 januari 2006 hämtat från the Wayback Machine., Magnus Tannerfeldt
10. 1 2  ”Arkiverade kopian”. Arkiverad från originalet den 22 april 2012. https://web.archive.org/web/20120422023656/http://pubs.aina.ucalgary.ca/arctic/Arctic56-3-309.pdf. Läst 21 november 2007.
11. ↑  Russia plants flag under N Pole, BBC News, 2 augusti 2007
12. ↑  Katie Weeman. ”Time Has No Meaning at the North Pole” (på engelska). Scientific American. https://www.scientificamerican.com/blog/observations/time-has-no-meaning-at-the-north-pole/. Läst 20 april 2024.